# 1955 en santé et médecine
| Années de la santé et de la médecine : 1952 - 1953 - 1954 - 1955 - 1956 - 1957 - 1958    |
| Décennies de la santé et de la médecine : 1920 - 1930 - 1940 - 1950 - 1960 - 1970 - 1980 |

Cet article présente les faits marquants de l'année 1955 en santé et médecine.

## Événements
- 12 avril : annonce officielle de l'efficacité du vaccin antipoliomyélitique injectable développé en 1952 par l'équipe de Jonas Salk (1914-1995)[1] ; le 27 avril un lot produit par les laboratoires Cutter s'avère contaminé par un virus actif et entrainera une série de contentieux[2].

- Septembre : à Glasgow, l’obstétricien Ian Donald (en) et l’ingénieur Tom Brown réalisent les premières échographies fœtales[3].

## Récompenses
- Prix Nobel de physiologie ou médecine : Hugo Theorell pour ses travaux sur la nature et le mode d’action des enzymes d’oxydation.
- Prix Lasker :
  - Prix Albert-Lasker pour la recherche médicale fondamentale : Karl Paul Link et Carl Wiggers (en).
  - Prix Albert-Lasker pour la recherche médicale clinique : Clarence Lilleihei,  Morley Cohen, Herbert Warden (de) et Richard Varco (de).
- Grand prix de la recherche scientifique de l'Académie des sciences : Camille Guérin.

## Naissances
- 21 juin : Muriel Salmona (69 ans), psychiatre française.
- 22 décembre : Thomas Südhof (69 ans), médecin allemand, colauréat du prix Nobel de physiologie ou médecine en 2013 avec James Rothman et Randy Schekman.

## Décès
- 23 janvier : René Martial (né en 1873), médecin français.
- 20 février : Oswald Avery (né en 1877), médecin américain d'origine canadienne.
- 11 mars : Alexander Fleming (né en 1881), médecin, biologiste et pharmacologue britannique, inventeur de la pénicilline.
- 13 août : Thomas Horder (en) (né en 1871), médecin britannique, médecin in ordinary des rois Édouard VII, George V, George VI et de la reine Élisabeth II.
- 9 septembre : Emma Üffing (née en 1914), infirmière allemande.
- 24 octobre : Robert Feulgen (né en 1884), médecin, chimiste et professeur d'université allemand.
- 13 décembre : Egas Moniz (né en 1874), neurologue, psychochirurgien, chercheur, professeur, écrivain et homme politique portugais, prix Nobel de physiologie ou médecine en 1949.